# Gimonde (Braganza)
Gimonde es una freguesia portuguesa del municipio de Braganza, con 15,27 km² de superficie y 386 habitantes (2001). Su densidad de población es de 25,3 hab/km².

## Galería

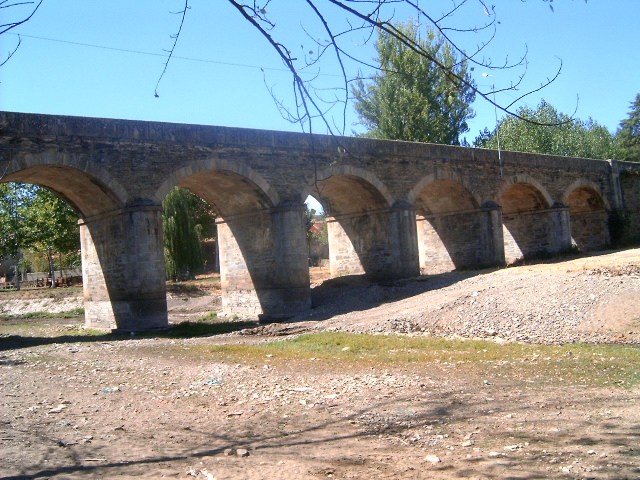
Ponte de Gimonde